# 물고기자리
물고기자리(라틴어: Pisces 피스케스[*])는 물병자리와 양자리 사이에 놓여 있는, 황도십이궁 중의 하나이다. 가장 가까운 별은 14.14광년 떨어져 있는 반 마넨의 별이다. 현재 춘분점(Vernal equinox)이 이 별자리(ω Psc)에 있다. 세차운동으로 춘분점은 물병자리 쪽으로 천천히 이동하고 있다. 동아시아의 별자리로는 벽수의 '벽력'과 '운우', 규수의 '규수'와 '외병' 별자리를 포함한다.
물고기자리의 상징은 두 마리의 서로 연결된 물고기가 서로 반대방향으로 헤엄치는 모습이다.

## 별과 천체
- 물고기자리 α별은 알레샤(Alrescha; '끈'의 의미)라 하며, 2마리의 물고기를 이어주는 리본의 매듭 위치이다. 알레샤는 4.2 등급과 5.1 등급의 별로 이루어진 분광연성이다.

- β별은 서쪽(성도에서 우측) 작은 동그라미 우측의 4등급의 별로, 서쪽 물고기의 앞쪽에 있어서 '품 알 사마카(Fum al Samakah)'라 불린다.

- η별은 물고기자리 중 가장 밝으며, 3.6 등성이다.

- ω별의 7°정도 남쪽에 춘분점이 있다.

- 어두운 하늘에서 보이는 천체로 나선 은하인 M74가 있다. η별 동북쪽으로 가까운 곳에 있다. 아름답지만, 9.8등급으로 어둡다. 1780년 피에르 메시얀이 발견하였다.

## 신화

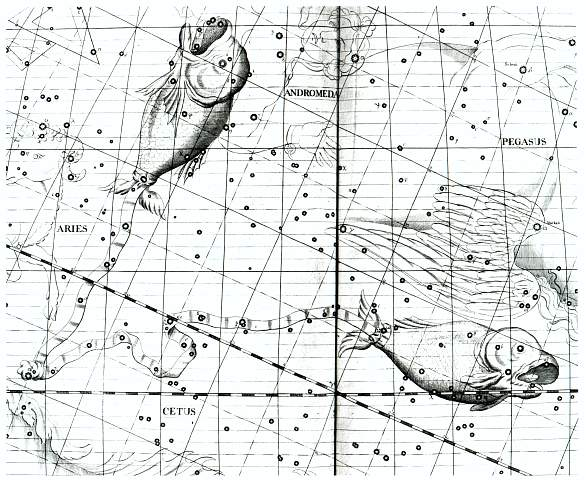
플람스티드 성도의 물고기자리 (1729년)

물고기자리는 고대 메소포타미아 문명에 유래한 별자리로 생각되며, 그리스 신화인지는 확실한 것이 아니다. 통상, 띠로 매어진 2마리의 물고기로 그려진다.(초기에는 인어와 제비였다.) 그래서, 라틴어와 영어 등의 명칭은 복수형(라틴어:Pisces, 물고기를 뜻하는 일반명사 Piscis의 복수형)이다. 
아프로디테와 에로스는 유프라테스강에서 정취를 감상하고 있었다. 어느날 괴물 티폰(Typhoon)이 나타났는데 깜짝 놀라 물고기로 변신해 강으로 뛰어들었다는 이야기가 있다. 후에 하늘로 올라가 별자리가 되었다.

## 같이 보기
- 남쪽물고기자리
- 황도대